# 阿瑟顿 (加利福尼亚州)
阿瑟顿（英語：Atherton），是美国加利福尼亚州圣马特奥县下属的一个城市。于1923年9月12日建市。城市面积约为13.0平方公里，根据2020年美国人口普查，该市有人口7188人。以房产价格昂贵著称。
聖馬刁縣立圖書館经营阿瑟頓圖書館。